# Maria Eugênia Villarta
Maria Eugênia Simi Villarta Cardoso,conocida como Maria Eugênia Villarta (Taubaté, 25 de enero de 1958), es una artista plástica, empresaria y exmodelo brasileña. Modelo que más hizo tapas de revista en Brasil hasta hoy, tuvo su rostro estampado en aproximadamente 300 de ellas, además de haber sido exclusiva de la grife Marcelo Beauty y de L'Oréal por muchos años.
Artista plástica premiada, además de dos menciones honoríficas, recibió también medallas de primer y segundo lugares (dos platas y un bronce). Sus obras forman parte de las colecciones artísticas de la Asamblea Legislativa de São Paulo, del Ayuntamiento de Santarém, Portugal, y de la Alcaldía de Vinhedo, Estado de São Paulo.

## Carrera

### Moda
Maria Eugênia comenzó su carrera en 1977 a los 18 años, cuando decidió por iniciativa propia, irse a una agencia para intentar la carrera de modelo. Después de unas fotos, un book y algunos contactos, fue luego llamada por Editora Abril para su primer trabajo, la tapa de Claudia de enero de 1978.
Sin embargo no fuera alta — 1,63 m de altura — su belleza incomún, junto a un rostro harmonioso en cualquier ángulo, agregado a una gran fotogenia, abriéronle inmediatamente las puertas para el mundo de la moda, haciéndola estampar tapas y editoriales de varias revistas, entre ellas Nova, Manequim y Vogue, además de trabajos importantes como modelo exclusiva de Marcelo Beauty y para L'Oréal. Llamada por Hans Donner, participó de la entrada de la novela de las ocho horas de TV Globo Champagne, que fue emitida entre 24 de octubre de 1983 y 4 de mayo de 1984, lo que le trajo gran proyección nacional. Su carrera como modelo la llevó para el extranjero, habiendo vivido por meses en Nueva York, Estados Unidos.
Tenida como la modelo que más hizo tapas de revistas en Brasil hasta hoy, tuvo su rostro estampado en aproximadamente 300 revistas. 250 de estas fotos fueron expuestas por Taubaté Shopping en 1994, en la exposición As Mil e Uma Faces de Maria Eugênia (Las Mil y Una Faces de Maria Eugênia) - entre las fotos, las de la entrada de la telenovela Champagne, de TV Globo, varios pósteres, propagandas en revistas, editoriales y hasta carteleras de campañas de maquillaje.
En 1980, hizo una pequeña participación en la novela Agua viva, de Gilberto Braga, interpretando a la personaje Cristina.

### Artes plásticas
En 1992, después de quince años de carrera, Maria Eugênia decidió dejar la moda y abrir un estudio de pintura en São Paulo, volviéndose una reconocida artista plástica.
Graduada en 1978 por la Escuela Panamericana de Arte y Design de São Paulo y en 1990 por la Fundación Armando Álvares Penteado, entre 1992 y 2002 expuso en varios salones nacionales de exposición de arte, en ciudades como São Paulo, Río de Janeiro y São Bernardo do Campo. Ya en 2004, la artista fue invitada y expuso en Santarém, Portugal.
Sus obras forman parte de las colecciones artísticas de la Asamblea Legislativa de São Paulo, del Ayuntamiento de Santarém, Portugal, y de la Alcaldía de Vinhedo, Estado de São Paulo.

## Vida personal
En 2004, reconocida como personalidad taubateana por su contribución artística a la cultura local y brasileña, fue agraciada con el mayor honor de la ciudad: la Mención Jacques Félix. Ya el 26 de septiembre de 2022, la empresaria recibió del Ayuntamiento de São Paulo el título de Ciudadana de São Paulo, por sus servicios prestados a la ciudad.
Está casada con el ingeniero Jomar Cardoso desde 1976, con quién se cambió definitivamente para São Paulo en 1978, y tiene cinco hijos.